# يوسف المعلوف
يوسف نعمان المعلوف (توفي 1375 هـ / 1956 م) هو صحافي لبناني مهجري أصدر في نيويورك جريدة «الأيام» في 1897 وهي ثالث جريدة باللغة العربية صدرت في الولايات المتحدة وكتب «خزانة الأيام في تراجم العظام».

## أعماله
- خزانة الأيام في تراجم العظام